# Clímaco Soto Borda
Clímaco Soto Borda (Bogotá, Colombia, 22 de febrero de 1870 - íbid. 18 de agosto de 1919) fue un escritor, poeta, ensayista y cronista colombiano y uno de los mejores expositores.

## Biografía
Clímaco Soto Borda vino al mundo después de la muerte de su padre, lo que lo llevó a vivir únicamente bajo la tutela de su madre. Su vida vio la luz en una casa situada frente al Hospital San Juan de Dios (Bogotá). Al no haber registros de formación académica alguna en los testimonios dejados por sus conocidos ni en sus referencias a sí mismo se presume que fue un autodidacta.
Hizo parte de la generación de seguidores colombianos de los poetas malditos de finales del siglo XIX y comienzos del XX. Desde joven se hizo famoso por la agudeza de sus perfiles de parlamentarios y ministros, consignados en su ópera prima, Siluetas parlamentarias. Muchos de sus relatos y artículos fueron compilados en un volumen titulado Polvo y ceniza. Diana cazadora de Clímaco Soto Borda es una de las piezas quinta esenciales de la Bogotá de comienzos del siglo XX. Utilizaba con frecuencia el seudónimo de Casimiro de la Barra para firmar su producción periodística. Algunos de sus textos más destacados aparecieron en el periódico El Espectador, en la sección denominada Cronistas propios.
Hizo parte del colectivo literario denominado La Gruta Simbólica, en donde utilizaba el sobrenombre de Cástor, para efectos de identificación en sus epigramas. Entre sus compañeros de cofradía, Soto Borda ganó justificada fama por sus capacidades como repentista, sus ya mencionados epigramas y sus observaciones agudas sobre el quehacer literario.
Fue colaborador regular de las publicaciones El Rayo X (de la que también fue fundador), El Carnaval, Oriente, El Sol y algunos otros periódicos de corte humorístico y satírico. Su estilo se destaca por usar hipérbaton en sus poemas; hay quienes lo consideran el padre de la crónica periodística moderna en Colombia.
Dirigió y fundó, junto al poeta Carlos Villafañe, el periódico La Barra, en donde se hizo famoso por sus columnas, sencillas y ligeras, contrarias a la costumbre de editoriales rimbombantes impuesta por la prensa de aquel entonces.
Su vida bohemia lo convirtió, al final de sus días, en deudor moroso de cantinas y fondas. Su temperamento díscolo y un tanto descuidado le llevó a contraer una pulmonía a la que, según sus propias declaraciones, combatía bebiendo petróleo de las lámparas. Dicha enfermedad se debió a su exposición a un aguacero a las 3 de la mañana, con el que se encontró al salir de una carpa caliente en el marco de la fiesta del vecindario obrero de Las Cruces (Bogotá), y fue la causa de su muerte, acontecida en la casa entonces marcada por el número 59 de la calle Quinta (nomenclatura antigua).

## Obras
- 1897 - Siluetas parlamentarias, ensayo[5]
- 1898 - Chispazos (Castor & Pólux)[6]
- 1906 - Polvo y ceniza, cuento
- 1912 - Salpique de versos, con una llovizna[7]
- 1915 - Diana cazadora, novela[1][2][3]